# Daphne-Inseln
Die Daphne-Inseln (spanisch „Islas Daphne“) (Major⊙ und Chica⊙) sind zwei unbewohnte Vulkaninseln im Archipel Galápagos mit einer Gesamtfläche von etwa 41 Hektar.
Daphne Major (33,022 Hektar) liegt 7,6 Kilometer nördlich der Hauptinsel Santa Cruz und 8,5 km westlich von Baltra. Sie ist ein einsam aus dem Meer ragender Krater, dessen Rand vom Meer aus bestiegen werden kann. Berühmt ist die Insel wegen der unzähligen Vogel-Brutpaare, die am Kraterboden ihren Nachwuchs aufziehen. 
An den steilen Kraterwänden brüten die als ausgesprochene Schnellflieger geltenden Tropikvögel.
3,3 Kilometer nordöstlich von Daphne Mayor liegt die 7,958 Hektar große Daphne Chica.